# Cecil Thiré
Cecil Aldary Portocarrero Thiré (Rio de Janeiro, 1943. május 28. – Rio de Janeiro, 2020. október 9.) brazil színész, filmrendező.

## Fontosabb filmjei
Mozifilmek
- Arrastão (1967)
- O Diabo Mora No Sangue (1968)
- Ainda Agarro Esta Vizinha... (1974)
- Muito Prazer (1979)
- A szép galambászné meséje (Fábula de la Bella Palomera) (1988)
- Manobra Radical (1991)
- Per sempre (1991)
- Kvartett (O Quatrilho) (1995)
- Caminho dos Sonhos (1998)
- Sonhos Tropicais (2001)
- Destino (2009)

Tv-sorozatok
- Sol de Verão (1982–1982, 137 epizódban)
- Champagne (1983–1984, 167 epizódban)
- Topmodell (Top Model) (1989–1990, 197 epizódban)
- Você Decide (1992–1998, hat epizódban)
- A következő áldozat (A Próxima Vítima) (1995, 19 epizódban)
- Zazá (1997–1998, 41 epizódban)
- Doktornők (Mulher) (1998, egy epizódban)
- Celebridade (2004, 14 epizódban)
- Brasileiro (2006, 13 epizódban)
- Vidas Opostas (2006–2007, 131 epizódban)
- Poder Paralelo (2009, 17 epizódban)
- Máscaras (2012, tíz epizódban)